# Hammerbrücke
Hammerbrücke este o comună din landul Saxonia, Germania.